# Žakovce
Žakovce (allemand : Eisdorf in der Zips ) est un village de Slovaquie situé dans la région de Prešov.

## Histoire
Première mention écrite du village en 1209.

## Démographie

### Évolution de la population
| Année:               | 1994. | 2004.    | 2014.    | 2024.   |
| -------------------- | ----- | -------- | -------- | ------- |
| Nombre de personnes: | 568   | 709      | 861      | 863     |
| Différence:          |       | +24,82 % | +21,43 % | +0,23 % |

| Année:               | 2023. | 2024.   |
| -------------------- | ----- | ------- |
| Nombre de personnes: | 860   | 863     |
| Différence:          |       | +0,34 % |